# Чивюк Микола Васильович
Чивюк Микола Васильович (нар. 24 вересня 1964, Новогригорівка, Казанківський район, Миколаївська область) — український політик. Член КПУ (з 1993); колишній народний депутат України.

## Біографія
Народився 24 вересня 1964 року у селі Новогригорівка, Казанківського району, Миколаївської області, в селянській сім'ї. Українець.

## Освіта
1979—1983 рр. — Криворізький металургічний технікум, технік-електрик. Миколаївський педагогічний інститут, вчитель історії та суспільствознавства.

## Кар'єра
- З 1983 року — електромонтер заводу «Криворіжсталь», служив в армії
- 1984—1987 рр. — курсант Московського вищого прикордонного училища
- листопад 1987 року по листопал 1991 року — від інструктора до першого секретаря Казанківського райкому ЛКСМУ
- 1991року — голова оргкомітету Казанківської районної спілки молоді
- липень 1992—1994 рр. — головний товарознавець матеріально-технічного постачання Казанківського об'єднання агропромтехніки.

Народний депутат України 2 скликання квітень 1994 року (2-й тур) по квітень 1998 року Новобузький виборчий округ № 292, Миколаївська область, висунутий виборцями.
Член Комітету з питань боротьби з організованою злочинністю і корупцією.
Член фракції комуністів. На час виборів — Казанківське об'єднання агропромтехніки, головний товарознавець матеріально-технічного забезпечення. Член КПУ.Народний депутат України 3 скликання березень 1998 року по квітень 2002 року від КПУ, № 87 в списку. На час виборів — народний депутат України. Член КПУ.
Член Комітету з питань правової реформи липень 1998—2000 рр. Комітет з питань правової політики. Член фракції КПУ травень 1998 року.
Квітень 2002 року — кандидат в народні депутати України, виборчий округ № 131, Миколаївська область, висунутий КПУ. За 13.72 %, 3 з 11 претендентів. На час виборів — народний депутат України, член КПУ.